# 진주 교씨
진주 교씨(晋州 橋氏)는 경상남도 진주시를 본관으로 하는 한국의 성씨이며, 시조와 연원은 알 수 없다.

## 인구
교(橋)씨는 2015년 대한민국 통계청 인구 조사에서 16명으로 조사되었는데, 이 중 진주를 본관으로 하는 교씨는 11명이다.

## 참고 자료
- “진주교씨(橋氏)”. 뿌리를 찾아서.[깨진 링크(과거 내용 찾기)]